# Prostitution i Grekland
Prostitution i Grekland är legalt från 18 års ålder, och reglerat.
Mindre än 1 000 kvinnor uppskattas arbeta legalt som prostituerade medan ungefär 20 000 kvinnor är aktiva inom illegal prostitution. Av dessa beräknas cirka hälften vara av utländsk härkomst och resten greker. Många kvinnor som drabbades av den ekonomiska krisen försöker nu försörja sig genom prostitution.

## Historik
I antikens Aten fanns både manliga och kvinnliga sexarbetare. De flesta av dessa var slavar vars tjänster såldes åt manliga kunder som inte hade råd med egna slavar. Det fanns dock en liten minoritet fria hetärer. Under den tid Grekland var en del av det Osmanska riket (1458-1830) fanns ingen enhetlig policy om prostitution, som var en fråga som avgjordes av lokala myndigheter. I Konstantinopel var dock prostitution lagligt från 1600-talet, och från 1838 under tanzimat-perioden i alla de grekiska hamnstäderna, där bordellerna dominerades av grekiska och armeniska kvinnor.
Efter att Grekland blev ett självständigt land 1830 infördes systemet med reglementerad prostitution, där sexarbetare fick arbeta på vissa offentliga lokaler som hotell i utbyte mot registrering och regelbundna undersökningar,  även känt som diakanonistikon år 1834 (formellt 1856), och var i kraft fram till 1955, även om lagen praktiserade på olika sätt vid olika tidpunkter.